# وی شیائوشوان
وی شیائوشوان (انگلیسی: Wei Shaoxuan؛ زادهٔ ۲۲ نوامبر ۲۰۰۰) کماندار اهل چین است. وی در بازی‌های المپیک تابستانی ۲۰۲۰ شرکت کرده‌است.